# Полубояринов, Дмитрий Николаевич
Дмитрий Николаевич Полубояринов (1899 — 20 июня 1975 года) — советский учёный, доктор технических наук, заслуженный деятель науки и техники РСФСР (1969). В 1943—1974 гг. зав. кафедрой керамики и огнеупоров Московского химико-технологического института им. Д. И. Менделеева.

## Биография
Родился в 1899 г. в Ростове (Ярославская губерния). Из дворян. Отец, Николай Николаевич Полубояринов, служил земским начальником 1-го участка Ростовского уезда.
Окончил кадетский корпус (1917). Во время Гражданской войны служил военным топографом в штабе РККА (1919—1921).
В 1921—1928 гг. учился на химическом факультете МВТУ по специальности «Технология силикатов».
С 1926 г. инженер Государственного экспериментального института силикатов. В 1932—1938 гг. начальник сектора шамотных огнеупорных материалов Всесоюзного института огнеупоров и кислотоупоров.
С 1928 г. преподавал сначала на Курсах красных директоров Всесоюзной промышленной академии, с 1932 г. — в Московском институте силикатов и строительных материалов.
С 1933 г. — в МХТИ им. Д. И. Менделеева на кафедре керамики и огнеупоров.
В 1937 г. присвоена учёная степень кандидата наук (без защиты диссертации). Вскоре защитил докторскую диссертацию (1939) и был утверждён в учёном звании профессора (1940).
В период Великой Отечественной войны вёл работы по изысканию местных сырьевых материалов для огнеупорно-керамической промышленности.
В 1943—1974 гг. зав. кафедрой керамики и огнеупоров МХТИ (1942—1943 — зав. московским филиалом кафедры, в те же годы (1942-1943) возглавлял деканат Силикатного факультета).
Автор около 400 научных работ и 60 авторских свидетельств.

## Награды
- Заслуженный деятель науки и техники (1969).

Награждён орденами Ленина (1953), «Знак Почёта» (1951), медалями «За оборону Москвы», «За доблестный труд в Великой Отечественной войне 1941—1945 гг.», «В память 800-летия Москвы».
Похоронен на Новодевичьем кладбище.